# Francuski franak
Francuski franak (francs), ISO 4217: FRF je bio službeno sredstvo plaćanja u Francuskoj. Označavao se simbolom FF ili F, a dijelio se na 100 centima.
Povijest francuskog franaka seže do razdoblja od 1360. do 1641. kad su u Francuskoj prvi put uvedeni zlatnici imena francs. Franak je ponovno uveden 1795. kada je zamijenio francuske livre, a zamijenjen je eurom 2002. u omjeru 1 euro = 6,55957 franaka.
U optjecaju su bile kovanice od 5, 10, 20 centima, te od ½, 1, 2, 5, 10, 20 franaka, i novčanice od 20, 50, 100, 200 i 500 franaka.
|  |  |
|  |  |
|  |  |
|  |  |
|  |  |

## Vanjske poveznice
- EZB – Francs Banknotes